# Vincamin
Vincamin ist eine Verbindung aus der Naturstoffgruppe der Alkaloide. Es wird als Arzneistoff verwendet und ist auch synthetisch herstellbar.

## Vorkommen

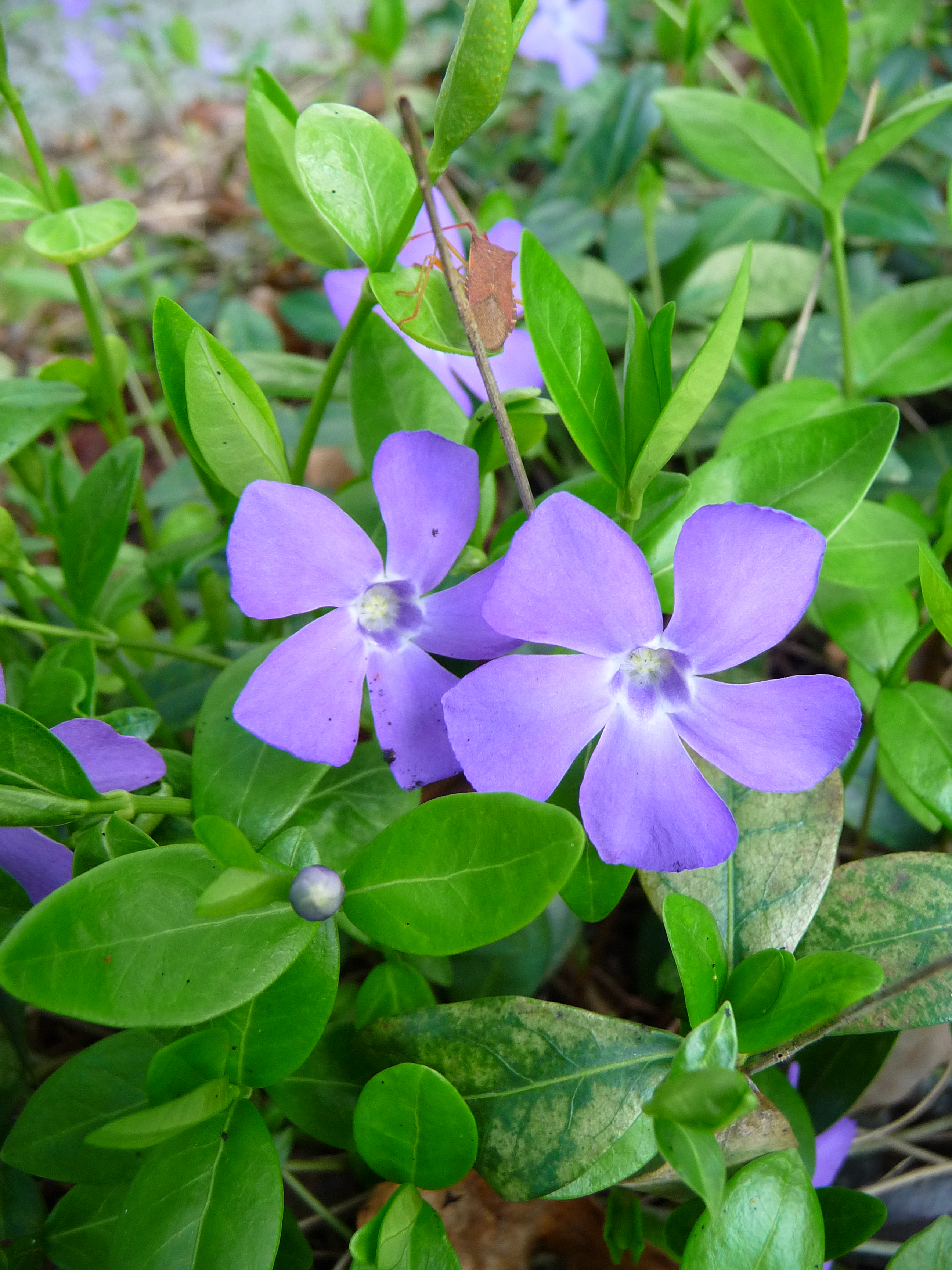
Kleines Immergrün

Mit einem Anteil von 25 bis 65 % am Gesamtalkaloidgehalt ist Vincamin das Hauptalkaloid des Kleinen Immergrüns.

## Analytik
Zur sicheren qualitativen und quantitativen Bestimmung des Vincamins werden nach adäquater Probenvorbereitung chromatographische Verfahren eingesetzt, wie die Dünnschichtchromatographie (DC), Hochleistungsflüssigkeitschromatographie (HPLC) oder Gaschromatographie (GC), auch in Kopplung mit der Massenspektrometrie. Die genannten analytischen Verfahren werden auch bei Untersuchungen zum Metabolismus des Vincamins genutzt.

## Pharmakologische Eigenschaften
Vincamin soll den Hirnstoffwechsel günstig beeinflussen, indem es im Gehirn die Durchblutung verbessert sowie die Sauerstoffaufnahme und Glucosebereitstellung erhöht.
Vincamin durchdringt die Blut-Hirn-Schranke und weist eine starke Bindungsneigung zu den Hirngewebsproteinen auf. Die Bindung an Plasmaproteine liegt bei 30 %. Die Eliminationshalbwertszeit beträgt circa 6 Stunden.

## Klinische Angaben

### Anwendungsgebiete
Vincamin wird eingesetzt bei zerebralen Durchblutungsstörungen und Hirnleistungsstörungen (leichte altersbedingte Hirnminderleistung), Durchblutungsstörungen am Auge und Innenohr, Morbus Menière. Ein therapeutischer Nutzen bei Hirnleistungsstörungen gilt als unzureichend belegt.

### Nebenwirkungen
Als Nebenwirkungen werden unter anderem  gastrointestinale Störungen, Blutdruckabfall, Herzrhythmusstörungen, Unruhe und Mundtrockenheit angegeben.

## Sonstige Informationen
Vincaminhaltige Fertigarzneimittel (Pervincamin retard u. a.) sind in Deutschland seit 2005 nicht mehr im Markt, bedingt durch das Erlöschen der fiktiven Zulassung. In der Schweiz war Vivamin als Oxygeron im Markt.
Vincamin ist ein Monoterpen-Indolalkaloid vom Eburnamin-Typ. Es gehört neben Vincristin, Vinblastin und  Vindolin zu den Vincaalkaloiden.
Vincamin ist Ausgangsstoff für die Synthese des Vinpocetin.